# Hot pot

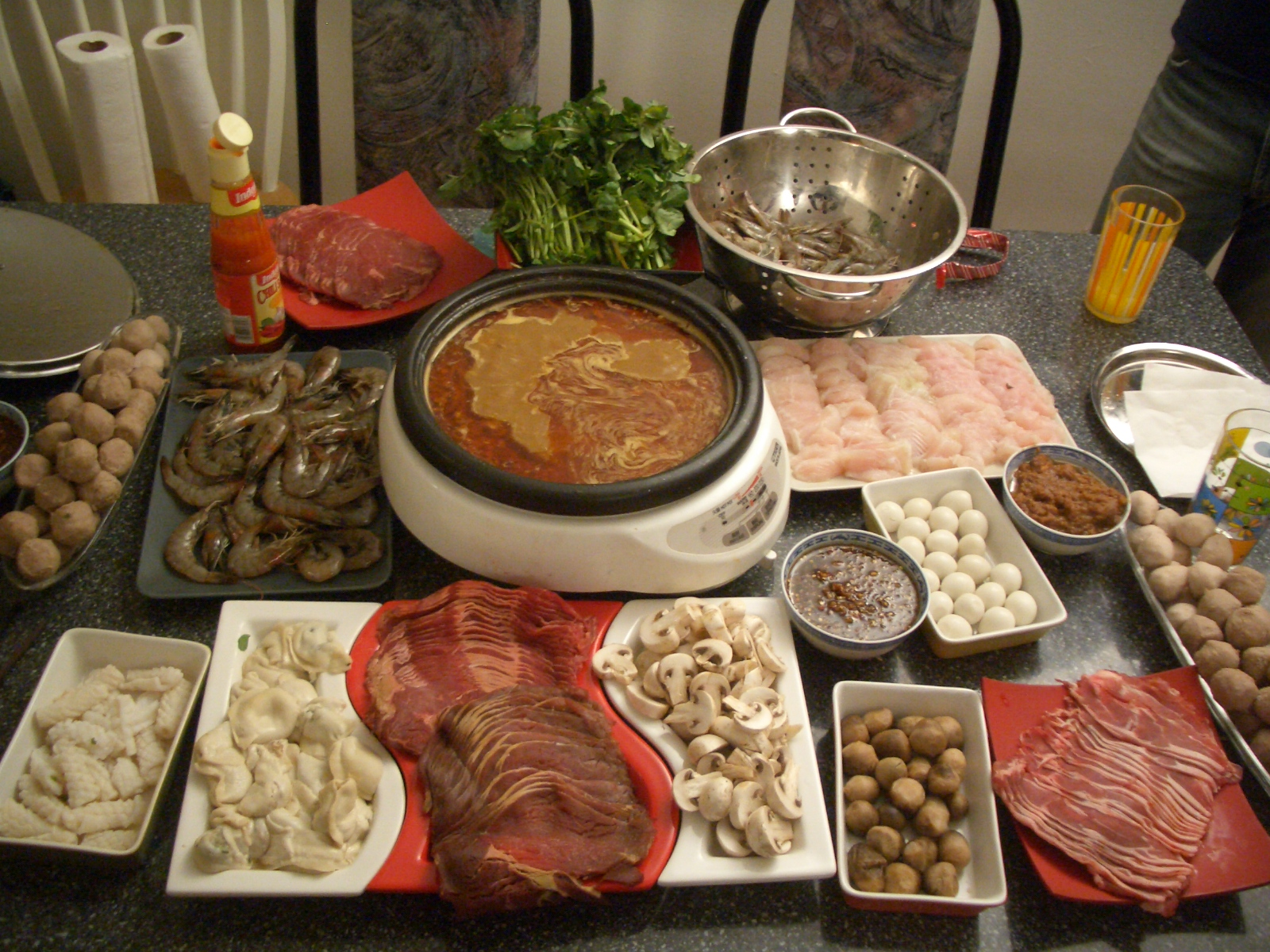
Hot pot és az alapanyagok

Az angol nevén hot pot () vagy másképpen "forró lábas", illetve "kínai fondü" egy Kínából származó étkezési forma, mely mára a teljes Délkelet-Ázsiai régióban széles körben elterjedt. Lényege, hogy az asztal közepén rotyogó alaplében a vendégek maguk főzik meg és szedik ki a különféle alapanyagokat.
Kínában az étkezési kultúra és ezáltal a kínai konyha szerves része, számtalan étterem specializálódott erre az étkezési formára. Egyes éttermekben a fazék két részre van osztva és a kétféle alaplé fő benne, ilyenkor az egyik általában csípős, a másik nem.

## Összetevők

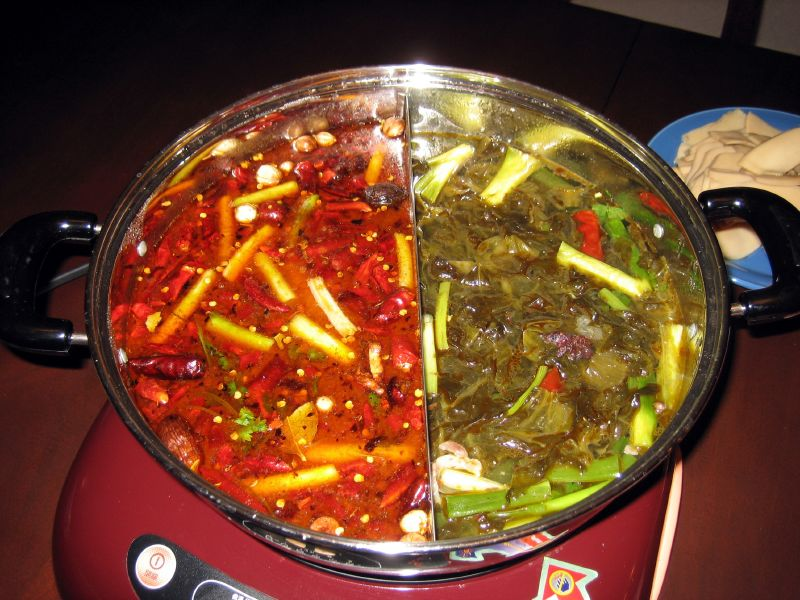
Chengdu hot pot kétféle alaplével

Az alaplé általában sós víz, vagy valamilyen húsalaplé, sokszor zöldségekkel és különleges távol-keleti fűszerekkel, gyakran igen csípős. Tipikus alapanyagok: vékonyra szeletelt fagyasztott hús, zöldségek, gomba, tofu, hal, tenger gyümölcsei, előfőzött tojás, kínai töltött tészták (jiaozi).

## Fordítás
- Ez a szócikk részben vagy egészben  a   Hot_pot című angol Wikipédia-szócikk fordításán alapul.  Az eredeti cikk szerkesztőit annak laptörténete sorolja fel. Ez a jelzés csupán a megfogalmazás eredetét és a szerzői jogokat jelzi, nem szolgál a cikkben szereplő információk forrásmegjelöléseként.
- Ez a szócikk részben vagy egészben  a   Feuertopf című német Wikipédia-szócikk fordításán alapul.  Az eredeti cikk szerkesztőit annak laptörténete sorolja fel. Ez a jelzés csupán a megfogalmazás eredetét és a szerzői jogokat jelzi, nem szolgál a cikkben szereplő információk forrásmegjelöléseként.